# The Initiative
The Initiative Inc. foi uma desenvolvedora de jogos eletrônicos fundada nos Estados Unidos em 2018 pela Xbox Game Studios, e liderada pelo diretor Darrell Gallagherpara produção de jogos exclusivos para a plataforma Xbox. Criada em 18 de junho de 2018 e fechada em 2 de julho de 2025. Foi fechada 7 anos depois de sua fundação.
O estúdio foi situado em Los Angeles, na Califórnia, mais especificamente em Santa Mônica, e visava criação de Jogos de grande porte.
Seu primeiro projeto seria um reboot de Perfect Dark. A franquia foi originalmente criada pela Rare em 2000 para o Nintendo 64, seguindo a protagonista Joanna Dark em missões de espionagem e invasão/extração em um futuro próximo. Este novo jogo contaria com uma nova história totalmente original e manteria a perspectiva em primeira pessoa.
Em julho de 2025, foi anunciado que o estúdio seria encerrado e que o desenvolvimento do projeto seria interrompido.

## Jogo cancelado
| Título       | Desenvolvedora | Notas                                  | Ref   |
| ------------ | -------------- | -------------------------------------- | ----- |
| Perfect Dark | The Initiative | Co-desenvolvido com a Crystal Dynamics | [ 2 ] |

## História
The Initiative foi um estúdio de jogos fundado por Darrell Gallagher em 2018 em conjunto com o Xbox Game Studios. O estúdio foi fundado em Los Angeles, na Califórnia, mais especificamente em Santa Monica.
O foco do estúdio era criar novos jogos exclusivos ao Xbox, liderado pelo talentoso e conhecido na indústria Darrell Gallagher, a empresa tinha o foco de ser a uma das Elites de desenvolvimento na Microsoft.
O estúdio The Initiative recrutou Brian Westergaard, que foi Diretor em God of War para PS4, Lindsey McQueeney e Daniel Neuburger que trabalharam na série Tomb Raider na Crystal Dynamics, e ainda Christian Cantamessa, que trabalhou como diretor e escritor em Red Dead Redemption.
The Initiative continha Blake Fischer da Microsoft e Annie Lohr, que já trabalhou na Electronic Arts e Riot Games.

## Xbox Game Studios
Anunciada em Junho de 2018, a The Initiative era um Estúdio com foco Exclusivo ao Xbox, que trabalhou em um jogo que seria novo jogo de uma IP da Rare, com foco na história de um jogador.
O estúdio englobava talentos por toda indústria de jogos, indo de funcionários de estúdios como Rockstar, Naughty Dog, Santa Monica, Kojima Productions, Crystal Dynamics, EA, Ubisoft, Activision, Cd Projekt Red, Telltale e outros. 

## Ligações Externas
- The Initiative (site oficial)